# Lapónia (província histórica)

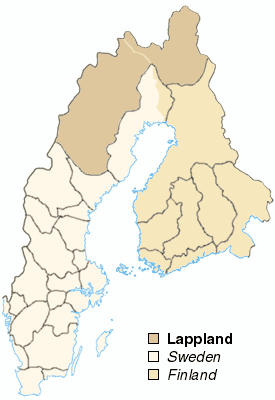
Lapónia (Lappland) no reino da Suécia. Embora desenhadas exatamente no mapa, as fronteiras do norte contra a Rússia e a Noruega eram aproximadas.

Lapónia ( em sueco:  Lappland) foi uma província ou paisagem histórica sueca no norte da Suécia que evoluiu de Lappmarken . Em 1809, a Suécia cedeu a parte oriental, juntamente com a Finlândia, ao Império Russo, que na verdade criou uma Lapónia sueca e uma Lapónia finlandesa. 
Hoje, a parte sueca não serve para fins administrativos. No lado finlandês, havia uma província da Lapónia (muito maior ao sul, especialmente por população, e onde não havia Sámi por muitos séculos) de 1938 a 2010, quando as províncias finlandesas foram descontinuadas e a província foi substituída pela Região da Lapónia . 
A Lapónia é considerada em algumas nações — principalmente no Reino Unido, Irlanda, Sérvia, Suécia, Finlândia, Letónia, Roménia e França — como a casa do Pai Natal . 

## População
A população atual da Lapónia sueca e dos municípios Enontekiö (Eanodat), Inari (Ánar), Utsjoki (Ohcejohka), Muonio (Muoná), Kittilä (Gihttel) e Sodankylä (Soad'egilli) na Lapónia finlandesa constitui 125.151 indivíduos. A maior cidade é Kiruna (Giron) com 18.154 habitantes. 

## Distritos históricos
Antes de ser dividida, Lapónia foi dividida em distritos jurídicos que eram: 
- Distrito Lapónio de Arjeplog
- Distrito Lapónio de Arvidsjaur
- Distrito Lapónia de Enonteki
- Distrito Lapónio de Gällivare
- Distrito Lapónio de Jokkmokk
- Distrito Lapónio de Jukkasjärvi
- Distrito Lapónio de Lycksele
- Distrito Lapónio de Norsjö e Malå
- Distrito Lapónio de Åsele